# Rengårdstjärnen (Byske socken, Västerbotten, 722993-175132)
Rengårdstjärnen är en sjö i Skellefteå kommun i Västerbotten och ingår i Åbyälvens huvudavrinningsområde.